# 布盧 (亞利桑那州)
布盧（英語：Blue）是位於美國亞利桑那州格林利縣的一個非建制地區。該地的面積和人口皆未知。

## 地理
布盧的座標為33°36′36″N 109°06′24″W / 33.61000°N 109.10667°W，而該地的平均海拔高度為1755米（即5758英尺）。